# المضباعة (العدين)

تعديل مصدري - تعديل

المضباعة محلة تابعة لقرية القطعة، التابعة لعزلة بني زهير بمديرية العدين إحدى مديريات محافظة إب في الجمهورية اليمنية، بلغ تعداد سكانها 36 حسب تعداد اليمن لعام 2004.